# Jerick McKinnon
Jerick Deshun McKinnon (Atlanta, 3 maggio 1992) è un giocatore di football americano statunitense che gioca nel ruolo di running back per i Kansas City Chiefs della National Football League (NFL). Scelto nel corso del terzo giro (96º assoluto) del Draft NFL 2014, in precedenza aveva giocato a football per gli Eagles della Georgia Southern University.

## Carriera

### Minnesota Vikings
Nonostante provenisse da un piccolo college e non avesse giocato molto nel ruolo di running back nel suo ultimo anno al college, McKinnon ottenne l'attenzione di media ed addetti ai lavori dopo la NFL Combine del 2014, durante la quale mostrò un atletismo eccezionale correndo la 40 yard dash in 4"41, i 3 cone drill in 6"83 e la 20 yard shuttle in 4"12; saltando al vertical jump per 1,02 metri ed al broad jump per 3,35 metri e sollevando 225 libbre per 32 ripetizioni. Tali prestazioni, tutte tra le migliori 5 in ogni specifica categoria, portarono il Wall Street Journal a considerarlo il miglior atleta dell'evento sportivo.
Il 9 maggio McKinnon fu scelto come 96º assoluto nel corso del terzo giro del Draft 2014 come dai Minnesota Vikings, con i quali il 10 giugno, ultimo tra i giocatori selezionati nell'edizione 2014 del Draft dalla franchigia del Minnesota, firmò un contratto quadriennale del valore di 2,74 milioni di dollari di cui 515.000 garantiti alla firma.
Nella stagione regolare 2017 McKinnon segnò un nuovo primato personale di 3 touchdown. Un altro lo mise a segno nel divisional round dei playoff contro i New Orleans Saints nella vittoria che portò i Vikings in finale di conference.

### San Francisco 49ers
Il 14 marzo 2018, McKinnon firmò un contratto quadriennale del valore di 30 milioni di dollari con i San Francisco 49ers.

### Kansas City Chiefs
Il 30 aprile 2021 McKinnon firmò un contratto di un anno con i Kansas City Chiefs.
Nel diciassettesimo turno della stagione 2022 McKinnon segnó un touchdown su ricezione per la quinta settimana consecutiva, il primo running back a riuscirvi da Bill Dudley nel 1947. Alla fine della stagione fu premiato come miglior giocatore offensivo della AFC per le gare di dicembre e gennaio in cui guadagnò 416 yard dalla linea di scrimmage e segnò 9 marcature. Il 12 febbraio 2023 nel Super Bowl LVII vinto contro i Philadelphia Eagles per 38-35, McKinnon corse 4 volte per 34 yard e ricevette 3 passaggi per 15 yard, conquistando il suo primo titolo.

## Palmarès

### Franchigia
- Super Bowl : 2

Kansas City Chiefs: LVII, LVIII
- American Football Conference Championship: 2

Kansas City Chiefs: 2022, 2023

### Individuale
- Giocatore offensivo della AFC del mese: 1

dicembre 2022/gennaio 2023